# 넝쿨째 굴러온 당신
《넝쿨째 굴러온 당신》은 2012년 2월 25일부터 2012년 9월 9일까지 방영된 한국방송공사 주말연속극이다.
50% 안팎의 자체 최고 시청률 49.6%를 기록하는 기염을 토하면서 장안에 큰 화제가 되었고, 이 드라마로 김남주는 2012년 KBS 연기대상을 차지했다.

## 기획 의도
'능력 있는 고아'를 이상형으로 꼽아온 커리어우먼 차윤희가 완벽한 조건의 외과 의사 방귀남을 만나 결혼에 골인하지만, 상상하지도 못 했던 시댁 등장으로 생기는 파란만장 사건들을 유쾌한 웃음과 감동으로 그려낸 드라마

## 등장 인물

### 윤희 & 귀남 커플
- 김남주: 차윤희 (36 - 37세) 역 - 방귀남의 아내, 드라마 제작사 PD

불의를 보면 안 참는다. 절대 시집살이하는 결혼은 하지 않겠다는 신념이 있다. '능력 있는 고아'가 이상형. 테리 강(귀남)을 만나 그 꿈을 이루게 된 찰나 하늘에서 뚝 떨어진 시댁을 만나게 된다.
- 유준상: 방귀남 (36 - 37세) 역 (아역 홍현택) - 차윤희의 남편, 종합병원외과 의사, '테리 강'

낙천적이고 다정다감하다. 어릴 적 미국으로 입양되었다. 원래 이름이 '방귀남'. 삼십 년 만에 가족을 만나게 되면서 고부 갈등의 중심에 서 있다.

### 방귀남네 집
- 윤여정: 엄청애 역(아역 조시내) - 차윤희의 시어머니, 방귀남의 친모, 장수빌라 안주인

30년 전 아들 잃어버린 후(주로 시어머니와 남편 앞에선) 소심해짐. 청애에게 세월은 귀남을 잃어버리기 전과 그 후로 갈린다.
- 장용: 방장수 역(아역 정찬훈) - 차윤희의 시아버지, 방귀남의 친부, '장수단팥빵'집 주인

과묵, 성실. 하늘이 내린 효자. 하도 과묵해서 모르는 사람은 장수가 말 못하는 사람인 줄 안다.
- 강부자: 전막례 역 - 차윤희의 시할머니, 방귀남의 친할머니

꼬장꼬장함. 본인의 건강은 꼭 챙긴다. 미신 숭배자.

### 차윤희네 집
- 김영란: 한만희 역 - 차윤희의 친정 엄마

이름처럼 한이 많다. 시어머니 시집살이 마치나 했더니 며느리살이가 시작되었다.
- 김용희: 차세중 역 - 차윤희의 오빠

현재 장수풍뎅이 사육 중. 타고난 팔랑귀. 소심하다. 말아 먹은 사업 만큼이나 아직도 갖고 있는 사업 아이템과 투자 목록이 다양하다. 한방에 대한 욕심이 크다.
- 진경: 민지영 역 - 차세중의 아내, 중학교 국어 교사

평생을 모범생으로 살다가 한번 삐끗했는데 그게 결혼이다. 교육자 집안 출신에 자신의 직업병까지 더해 모든 사람들에게 아이들 가르치듯이 말한다.
- 강민혁: 차세광 역 - 차윤희의 막내 동생, 카이스트 휴학생

타고난 바람둥이. 절대 데이트를 위해 돈을 쓰지 않는다. 경멸하는 인간 부류는 남자를 호구로 알고 뜯어먹길 즐기는 빈대녀들. 세상에서 유일하게 무서워하는 게 누나 윤희다.

### 시이모
- 유지인: 엄보애 역 - 엄청애의 첫째 여동생, 의류매장 사장

활발하고 웃는 얼굴로 입바른 소리 잘한다. 젊은 시절 미모로 천하를 호령했다. 연애의 여왕.
- 양희경: 엄순애 역 - 엄청애의 둘째 여동생

보애 의류매장에서 아르바이트 중. 우울증은 우울증인데 밥 잘 먹고, 잠 잘 자는 우울증 앓는 중. 평생 다이어트 중. 결혼 안 했다.

### 시누이
- 양정아: 방일숙 역 - 엄청애의 첫째 딸, 전업주부

맹 함. 뭐 하나에 빠지면 다른 건 잘 안 보이는 스타일. 바람 난 남편이 본인은 어쩔 수 없이 '생계형 바람'을 핀 거라고 논리적으로 얘기하자, 설득당한다.
- 조윤희: 방이숙 역 - 엄청애의 둘째 딸, 가구 공방 직원

고집 세고 요령도 없고 막힌 스타일. 예정보다 일찍 태어나는 바람에 귀남이를 잃어버렸다. 그녀의 생일은 가족에겐 가장 슬픈 날이다.
- 오연서: 방말숙 역 - 엄청애의 셋째 딸, 성형외과 코디네이터

사악한 여우. 모든 게 자기중심적이다. 여자로 사는 세상이 즐겁다. 애교를 무기로 자신이 원하는 것을 기필코 얻어내는 빈대녀.
- 전휘헌: 남민지 역 - 방일숙과 남남구의 외동딸

### 방귀남네 작은 어머니 집
- 송금식: 방정훈 역 - 전막례의 둘째 아들, 방귀남의 첫째 작은아버지
- 나영희: 장양실 역(아역 안수민) - 방정훈의 아내, 방귀남의 첫째 작은어머니, 전막례 둘째 며느리

막례에겐 더없이 착한 둘째 며느리. 하지만 겉과 속이 다르다. 귀남이 실종된 데 결정적 역할을 함.

### 방귀남네 막내 작은아버지 집
- 김상호: 방정배 역 - 방귀남의 막내 작은아버지, 공인중개소 비정규직 직원

눈치가 빠르다. 엄청난 뻥쟁이. 천재 소년의 잘못 자란 예. 현학적인 표현과 어려운 말로 배운 사람임을 어필하려 한다.
- 심이영: 고옥 역 - 방귀남의 막내 작은어머니, 전업주부

눈치가 없고 둔하다. 띠 동갑 반 백수 남편을 하늘처럼 떠 받들며 산다.
- 곽동연: 방장군 역 - 방정배의 아들

중학교 3학년. 빈궁 귀공자. 입만 안 열면 멋진 놈.

### 그 외 인물
- 이희준: 천재용 역 - 차윤희의 과거 과외 제자, 중소기업 회장 아들

과외 선생 윤희에게 '이 문제 풀면 결혼해줄 거에요?' 했던 불량 고딩. 윤희네 회사에서 제작하는 드라마의 최대 협찬사 책임자로 돌아오다.
- 김원준: 윤빈 역 - 장수빌라 옥탑방 거주남

한때 잘나가던 반짝 스타. 원빈? 현빈? 웃기고 있네. 내가 원조 빈이 오빠였다. 학창 시절 '윤빈'팬클럽 회원이었던 일숙과 운명적으로 만난다.
- 김형범: 남남구 역 - 방일숙의 전 남편, 갈비집 총괄 매니저

영화 제작이 꿈이었는데 생계를 위해 갈비집에 나가게 되고, 갈비집 여 사장과 바람까지 피우게 된다.
- 전수경: 남남구의 내연녀 역 - 갈비집 사장
- 황동주: 가짜 귀남 행세한 사기꾼 역
- 강동호: 한규현 역 - 방이숙의 첫사랑, 변호사
- 최윤소: 강혜수 역 - 방이숙의 친구이자 규현의 약혼자
- 박수진: 이수지 역 - 방귀남을 짝사랑하는 대학후배, 종합병원동료
- 고도영: 차윤희의 직장 후배 역
- 최범호: 변신호 역 - 의사
- 김어진: 병진 역
- 금호석: 윤범 역 - 차세광의 친구, 일명 '악어백'
- 강기영: 차세광과 윤범의 친구 역
- 임그린: 수정 역 - 방장수네 빵집 직원
- 반민정: 서유림 역 - 차윤희가 프로듀서로 참여하던 드라마에 출연하는 여배우
- 인성호: 드라마 PD 역
- 고서희: 드라마 작가 역
- 이종박: 노래교실 강사 역
- 김형진: 태영 역 - 천재용의 레스토랑 직원
- 박종보: 최 경장 역 - 종로경찰서 경찰
- 신동훈: 천재용의 레스토랑 매니저 역
- 김경룡: 부동산 대표 역
- 정욱: 공인중개사 역
- 구혜령: 시장 상인 역
- 박주희: 차윤희의 모임친구 역
- 이승아: 차윤희의 모임친구 역
- 지종은: 차윤희의 모임친구 역
- 박승배
- 한동환: 차윤희의 맞선남 역
- 이준희: 차윤희의 맞선남 역
- 신우철: 차윤희의 맞선남 역
- 원종례: 시어머니 역
- 권정현
- 김성훈: 남자배우 역
- 이민주
- 김영철
- 봉은선: 성형외과에 상담받으러 온 여자 역
- ?: 윤미소 역 - 방장군을 좋아하는 여학생
- ?: 메이크업 아티스트 역
- 박성균: 입양기관 담당자 역
- 김봉수
- 전성애: 옷가게 손님 역
- 최현정
- 손영순: 정형외과 진료 받으러 온 할머니 역
- 이대승
- 이정민
- 이현주: 예림의 엄마 역
- 진세빈
- 구연희
- 박진성
- 김민성
- 손희순: 죽은 남편의 장례를 치르는 부인 역
- 홍승철
- 이채민: 얼룩 묻은 옷을 환불해달라는 손님 역
- 김민재
- 성현미
- 진화림
- 남상백
- 원종선: 협찬사 직원 역
- ?: 가구공방 직원 역
- 진명선: 슈퍼 주인 역
- 이진목: 가구공방 사장에게 돈 떼어먹은 남자 역
- 유인석: 가구공방 사장에게 돈 떼어먹은 남자 역
- 김현아: 성형외과 상담받는 여자 역
- 이상규: 차윤희가 집보러오라고 얘기하는 여자 역
- 남연승: 차윤희가 집보러오라고 얘기하는 남자 역
- 하수연
- 설인화
- 김추월: 남남구의 부모가 사는 곳을 알려주는 여자 역
- 오상화
- 주동희: 천재용의 비서 역
- 김태현
- 최인숙: 보육원 원장 역
- 박수연: 보육원 직원 역
- 권혜란
- 허용운: 클럽 사회자 역
- 유일한: 클럽남 역
- 정창욱: 클럽남 역
- 이원장: 클럽남 역
- 서정주: 방송국 기자 역
- 유금: 장수빵집 손님 역
- 손정림: 장수빵집 손님 역
- 박은영
- 천예원: 의류매장 직원 역
- 홍인아
- 안장훈: 가구공방 사장 역
- ?: 차세광의 아는 누나 역
- 황규환
- 고건영
- 최현숙
- 김은숙
- 윤미옥
- 박인정
- 정수인: 간호사 역
- 이정민
- 김준우
- 홍혜령: 천재용의 어머니 역(목소리 출연)
- 손건우: 방귀남의 동료의사 역
- 정민성: 방귀남의 동료의사 역
- 신선희: 산부인과 의사 역
- 채송화: 성형외과 상담 받는 여자 역
- 이설희: 고객센터 상담원 역(목소리 출연)
- 서광재: 라이브카페 사장 역
- 김희라: 옷가게 손님 역
- 유옥주: 마트에서 참외 파는 여자 역
- 이새윤: 가방매장 직원 역
- 김은성: 헨리 킴 역 - 휘트니스센터 수석 트레이너, 엄순애에게 명함 준 남자
- 최은숙: 전분례 역 - 전막례의 첫째 여동생
- 남정희: 전분숙 역 - 전막례의 막내 여동생
- 주부진: 교회 권사님 역
- 정은혜
- 하민아
- 이지오: 박만식 역 - 방장군과 같은 학교 친구
- 박명훈: 윤빈의 매니저 역
- 유영복
- 신운보
- 지한
- 김서정: 리포터 역
- 정호
- 반혜라
- 이정성: 프로그램 '인간시대'의 PD 역
- 서민경: 옷가게 주인 역
- 이영희: 엄청애의 친구 역
- 이설구: 운전이 서투른 엄청애에게 막말을 하는 남자 역
- 민병애: 국밥집 주인 역
- 정동규: 프로그램 '짝궁'에 출연한 남자 4호 역 - 한의사
- 강민정: 방이숙과 강혜수의 친구 역
- 원근희: 드라마 제작사 대표 역
- 홍해솔
- 송경화: 산부인과 의사 역
- 황보욱: 방말숙이 만나는 남자 역
- 이재수: 담배피는 드라마 스탭 역
- 이호협
- 김태윤
- 신소이
- 이동윤: 노래교실 강사 역
- 최대성: 가짜 점쟁이 역
- 안수민
- 이지영: 배 PD 역
- 김나연: 양 PD 역
- 이두석
- 임수진
- 김일구
- 김찬호
- 김화란
- 정영금: 꽃집 주인 역
- 유승민: 심사위원 역
- 김민진: 심사위원 역
- 민우기: 도도한 소년들 2역
- 곽민석: 지PD 역
- ?: 노래교실 강사의 어머니 역
- 남태부: 일진 학생 역
- 박통일
- 최원용
- 강필선
- 이창: 엄자매에게 대시하는 남자 역
- 유석원: 엄자매에게 대시하는 남자 역
- 김대진: 엄자매에게 대시하는 남자 역
- 김성연
- 김광인: 배우 회사 관계자 역
- 정미혜
- 이재욱: 경찰 역
- ?: 기자 역
- 최다엘: 발음이 부정확한 중학생 배우 역
- 정우정: 제국의 아이들 팬 역
- 이상: 제국의 아이들 팬 역
- 홍여진: 고옥의 어머니 역(젊은 시절 권성현)
- ?: 파출소 순경 역
- 최창균: 천재용의 친구 역
- 조성희: 천재용의 친구 역
- 이가령: 유신혜의 후배 역
- 조혜진: 제국의 아이들 팬 역
- 김혜나: 제국의 아이들 팬 역
- ?: 민지영의 동료교사 역
- 권영경: 윤빈의 팬 역
- ?: 기자 역
- 홍승범: 최 기자 역
- ?: 스님 역
- ?: 기자 역
- 이종래: 의사 역
- ?: 천재용의 맞선녀 역
- ?: 전막례와 엄순애를 모녀지간으로 착각한 여자 역
- ?: 공인중개사 역
- 김나영
- 이지영
- 현영임: 유치원 다니는 아이 엄마 역
- 최정인
- 이두석
- 이제인
- 이석우
- 신정윤: 고옥에게 반한 남자 역
- 박건규
- 손선근: 출판사 관계자 역
- 김효명
- 권혁철
- 김난영: 유치원 다니는 아이 엄마 역
- 정찬성: 비서 실장 역

### 아역
- 송재준: 얼룩 묻은 옷을 환불해달라는 손님의 아들 역
- 장한음
- 신윤환
- 엄보용: 민국 역 - 차세광이 공부 가르치는 학생
- 이도현: 김지환 역 - 귀남과 윤희가 입양한 아들

### 특별 출연
- 김승우: 장수 빌라 옥탑방에 살았던 늙은 고시생 역 - 낙방 후 시골로 내려갔지만, 다시 상경해 옥탑방에 들어온다.
- 이금희: '아침마당' 진행자 역
- 김재원: '아침마당' 진행자 역
- 김준현: '나만 가수다'의 연출을 맡은 예능국 PD 역
- 양희은: 순애가 참가한 노래 자랑을 열었던 라디오DJ 역
- 김장훈: 윤빈의 동료 가수 역
- 홍은희: 여배우 홍은희 역
- 지진희: 목사님 역
- 이수근: 연예 기획사 대표 역 - 前 윤빈의 매니저
- 차태현: 차태봉 역 - 차윤희의 첫사랑
- 김경진: 성형외과 상담 받는 남자 역
- 성시경: 성시갱 역 - 윤빈의 라이벌
- 탁재훈: 동대문 옷가게 상인 역
- 황광희, 정희철, 박형식, 김동준: 인기 아이돌 그룹 '제국의 아이들' 역
- 이혜영, 송준근: 차윤희가 제작하는 드라마의 톱 배우들 역
- 유민상, 김수영, 이국주: 엄순애가 속한 먹자 계 회원 역
- 이정신: 방말숙의 소개팅남 역
- 유인영: 유신혜 역 - 천재용이 맞선 본 스튜어디스, 엄보애 친구의 딸
- 정경미: 윤빈의 팬 역
- 박소영: 윤빈 팬의 딸 역
- 김종민: 윤빈이 나오는 프로그램의 심사위원 역
- 김서형: 천재용의 큰 누나 역
- 조민아: 천재용의 둘째 누나 역
- 이제인: 천재용의 막내 누나 역
- 신세경: 톱 여배우 역
- 공형진: 차윤희와 엄청애랑 시비 붙은 행인 남자 역
- 길용우: 귀남의 양아버지 역
- 김창숙: 귀남의 양어머니 역
- 박소현: 라디오 DJ 역
- 이재용: 천재용의 아버지 역

## OST
《넝쿨째 굴러온 당신 OST》는 2012년 8월 17일에 발매했다. 로엔 엔터테인먼트 배급이며, 스윗 소로우, 유준상, 김원준, 요조, 별, 걸스데이, 픽스 등이 참여하였다. 특히 김원준은 2곡을 불렀다. 여는 곡과 닫는 곡을 중반에 사용하기도 했다.

### 곡 목록
1. 그대가 천국 - 스윗 소로우
2. Ce Song(Feat. 김상호, 곽동연) - 유준상
3. 빈 하늘 바라보며 - 요조
4. 가슴에 새긴 말 - 별
5. 넝쿨송 - 걸스데이
6. 내사랑은 어디 있나요 - 픽스
7. Crazy(Feat. 박미경) - 김원준
8. Don't Stop The Music - 김원준
9. 넝쿨째 굴러온 당신(Title BGM)
10. 친철한 윤희씨
11. 햇살은 그렇게
12. 너만 바라보면
13. 넝쿨째 굴러온 당신(Main Title)
14. 장수네 빵집
15. 다섯살 귀남, 다 자란 테리
16. 한 가족
17. 새로운 만남
18. 우린 닭살 커플
19. 행복하기만 하면 돼
20. 소중한 기억들

## 시청률
아래의 파란색 숫자는 '최저 시청률'이고, 빨간색 숫자는 '최고 시청률'입니다. 시청률조사회사와 지역별로 시청률에 약간의 차이가 있을 수 있습니다.
| 2012년      | 2012년      | 2012년          | 2012년        | 2012년          | 2012년        |
| 회차        | 방송일      | TNMS 시청률     | TNMS 시청률   | AGB 시청률      | AGB 시청률    |
| 회차        | 방송일      | 대한민국 (전국) | 서울 (수도권) | 대한민국 (전국) | 서울 (수도권) |
| ----------- | ----------- | --------------- | ------------- | --------------- | ------------- |
| 제1회       | 2월 25일    | 24.5%           | 21.9%         | 22.3%           | 22.3%         |
| 제2회       | 2월 26일    | 29.3%           | 29.4%         | 28.9%           | 30.0%         |
| 제3회       | 3월 3일     | 26.2%           | 26.2%         | 25.7%           | 26.3%         |
| 제4회       | 3월 4일     | 30.2%           | 30.2%         | 29.9%           | 30.4%         |
| 제5회       | 3월 10일    | 27.2%           | 26.7%         | 26.9%           | 27.0%         |
| 제6회       | 3월 11일    | 32.5%           | 31.4%         | 32.8%           | 33.5%         |
| 제7회       | 3월 17일    | 30.3%           | 31.1%         | 27.0%           | 26.9%         |
| 제8회       | 3월 18일    | 35.2%           | 35.6%         | 32.8%           | 33.5%         |
| 제9회       | 3월 24일    | 30.5%           | 30.2%         | 29.1%           | 29.7%         |
| 제10회      | 3월 25일    | 38.6%           | 39.6%         | 36.1%           | 36.3%         |
| 제11회      | 3월 31일    | 33.9%           | 33.1%         | 30.1%           | 30.3%         |
| 제12회      | 4월 1일     | 36.2%           | 36.2%         | 35.6%           | 35.4%         |
| 제13회      | 4월 7일     | 32.2%           | 32.6%         | 27.8%           | 27.6%         |
| 제14회      | 4월 8일     | 35.6%           | 37.3%         | 34.3%           | 34.9%         |
| 제15회      | 4월 14일    | 30.4%           | 30.7%         | 27.2%           | 27.2%         |
| 제16회      | 4월 15일    | 38.6%           | 40.3%         | 34.5%           | 34.6%         |
| 제17회      | 4월 21일    | 36.3%           | 37.8%         | 32.4%           | 33.2%         |
| 제18회      | 4월 22일    | 38.9%           | 42.3%         | 36.4%           | 37.7%         |
| 제19회      | 4월 28일    | 32.2%           | 33.3%         | 30.1%           | 31.2%         |
| 제20회      | 4월 29일    | 36.0%           | 37.6%         | 34.2%           | 34.5%         |
| 제21회      | 5월 5일     | 29.0%           | 28.2%         | 26.0%           | 26.7%         |
| 제22회      | 5월 6일     | 34.5%           | 37.5%         | 33.8%           | 35.2%         |
| 제23회      | 5월 12일    | 29.4%           | 32.1%         | 29.3%           | 30.9%         |
| 제24회      | 5월 13일    | 36.1%           | 39.3%         | 34.9%           | 35.8%         |
| 제25회      | 5월 19일    | 32.0%           | 34.7%         | 30.6%           | 31.7%         |
| 제26회      | 5월 20일    | 35.4%           | 38.3%         | 34.0%           | 35.2%         |
| 제27회      | 5월 26일    | 29.9%           | 31.1%         | 27.2%           | 28.2%         |
| 제28회      | 5월 27일    | 34.6%           | 37.6%         | 33.1%           | 34.9%         |
| 제29회      | 6월 2일     | 30.9%           | 31.5%         | 29.6%           | 30.1%         |
| 제30회      | 6월 3일     | 37.1%           | 39.5%         | 35.3%           | 35.7%         |
| 제31회      | 6월 9일     | 32.0%           | 34.3%         | 29.8%           | 30.3%         |
| 제32회      | 6월 10일    | 37.4%           | 40.3%         | 37.3%           | 39.2%         |
| 제33회      | 6월 16일    | 33.6%           | 35.2%         | 30.2%           | 31.7%         |
| 제34회      | 6월 17일    | 39.2%           | 42.0%         | 36.2%           | 37.8%         |
| 제35회      | 6월 23일    | 35.0%           | 36.3%         | 31.5%           | 32.7%         |
| 제36회      | 6월 24일    | 39.8%           | 42.5%         | 37.0%           | 37.9%         |
| 제37회      | 6월 30일    | 37.3%           | 37.4%         | 34.2%           | 35.5%         |
| 제38회      | 7월 1일     | 40.5%           | 42.0%         | 36.7%           | 37.1%         |
| 제39회      | 7월 7일     | 34.4%           | 35.9%         | 31.2%           | 32.4%         |
| 제40회      | 7월 8일     | 41.4%           | 42.8%         | 38.2%           | 38.1%         |
| 제41회      | 7월 14일    | 39.2%           | 39.2%         | 36.2%           | 36.9%         |
| 제42회      | 7월 15일    | 46.0%           | 48.6%         | 41.9%           | 42.7%         |
| 제43회      | 7월 21일    | 36.6%           | 37.9%         | 30.5%           | 32.1%         |
| 제44회      | 7월 22일    | 44.0%           | 46.9%         | 37.6%           | 38.6%         |
| 제45회      | 7월 28일    | 32.5%           | 32.7%         | 26.7%           | 26.8%         |
| 제46회      | 7월 29일    | 34.1%           | 36.5%         | 33.3%           | 34.7%         |
| 제47회      | 8월 4일     | 27.8%           | 27.7%         | 27.5%           | 28.7%         |
| 제48회      | 8월 5일     | 31.7%           | 33.4%         | 30.1%           | 29.9%         |
| 제49회      | 8월 11일    | 32.5%           | 35.1%         | 30.1%           | 30.7%         |
| 제50회      | 8월 12일    | 43.5%           | 45.5%         | 40.7%           | 43.1%         |
| 제51회      | 8월 18일    | 39.4%           | 39.9%         | 35.2%           | 37.6%         |
| 제52회      | 8월 19일    | 45.9%           | 47.4%         | 42.1%           | 44.3%         |
| 제53회      | 8월 25일    | 39.5%           | 40.1%         | 35.4%           | 36.2%         |
| 제54회      | 8월 26일    | 45.4%           | 47.0%         | 40.7%           | 41.6%         |
| 제55회      | 9월 1일     | 40.5%           | 42.1%         | 36.3%           | 37.5%         |
| 제56회      | 9월 2일     | 45.7%           | 46.4%         | 40.9%           | 42.2%         |
| 제57회      | 9월 8일     | 42.3%           | 43.8%         | 37.5%           | 38.6%         |
| 제58회      | 9월 9일     | 49.2%           | 49.6%         | 45.3%           | 46.3%         |
| 평균 시청률 | 평균 시청률 | 35.6%           | 36.9%         | 33.0%           | 33.9%         |

## 연장
- 2012년 6월 29일: 넝쿨째 굴러온 당신 방영 분량이 50부작에서 8회 연장되어 58부작으로 변경 및 확정되었다.[3][4]
- 런던 올림픽 중계 방송의 편성에 따른 결방도 한때 거론되었으나, 아무런 결방 없이 정상적으로 방송되었다.[5]

## 수상 경력
- 2012년 제5회 코리아드라마어워즈 대상 김남주
- 2012년 제5회 코리아드라마어워즈 남자 우수연기상/ 특별상 이희준
- 2012년 제5회 코리아드라마어워즈 아역상 곽동연
- 2012년 제5회 코리아드라마어워즈 작가상 박지은
- 2012년 제1회 에이판 스타 어워즈 여자 최우수연기상 김남주
- 2012년 제1회 에이판 스타 어워즈 남자 우수연기상/ 최고 인기상 유준상
- 2012년 제1회 에이판 스타 어워즈 작가상 박지은
- 2012년 제1회 에이판 스타 어워즈 라이징 스타상 오연서
- 2012년 제1회 에이판 스타 어워즈 라이징 스타상 강민혁
- 2012년 KBS 연기대상 대상 / 베스트 커플상 김남주
- 2012년 KBS 연기대상 남자 최우수 연기상 / 베스트 커플상 유준상
- 2012년 KBS 연기대상 장편 드라마 부문 여자 우수 연기상 윤여정
- 2012년 KBS 연기대상 남자 조연상 김상호
- 2012년 KBS 연기대상 여자 조연상 / 베스트 커플상 조윤희
- 2012년 KBS 연기대상 남자 신인 연기상 / 베스트 커플상 이희준
- 2012년 KBS 연기대상 여자 신인 연기상 오연서
- 2013년 제25회 한국PD대상 탤런트부문 출연자상 유준상
- 2013년 제49회 백상예술대상 TV부문 남자 신인연기상 이희준

## 참고 사항
- 넝쿨당[6] 또는 넝굴당[7]으로 부르기도 한다.
- 방일숙 역 캐스팅 문제 때문에 골치를 썩였는데 당초 도지원이 낙점되었으나 소속사 측에서 출연료를 비롯한 세부 계약 조건과 관련해 무리한 요구를 해오자 제작사 측에서 난색을 표하여 좌절됐다.[8]
- 또다른 대체자였던 이본도 캐릭터 문제 때문에 하차해야 했다.[9]
- 40% 이상의 높은 시청률을 기록하며 '국민 드라마'로 사랑받았으며 1회부터 58회까지 전 회에 걸쳐 본방송과 재방송의 광고가 완전판매를 기록했다.[10] 그리고 마지막회 방송 직후 50% 안팎의 자체 최고 시청률을 기록하였다.
- 2016년 중국에서 인위애정유행복이라는 제목으로 리메이크 되었다.

## 경쟁 프로그램
- 무신 (이상 MBC)
- 내일이 오면
- 맛있는 인생 (이상 SBS)